# Victor Parmentier
'Victor Parmentier' est un cultivar de rose ancienne obtenu par Louis Parmentier avant 1847. Il est fort apprécié pour sa couleur unique, rose carminé, tirant sur le corail.

## Description
Cet hybride de rose gallique est exceptionnel par sa couleur rose corail aux bords plus pâles et son délicieux parfum. Les fleurs pleines (26-40 pétales) sont plutôt petites en forme de quartier. La floraison n'est pas remontante.
Son buisson au port érigé exhibe un feuillage fourni vert-clair aux folioles pointues finement dentées. Il peut atteindre 2 mètres de hauteur.   
Il convient aux pays nordiques ou aux régions de moyenne montagne car sa zone de rusticité est de 4b à 8b.  
On peut l'admirer notamment à l'Europa-Rosarium de Sangerhausen en Allemagne ou à la roseraie du château du Mesnil-Geoffroy en Normandie. Cette rose ancienne admirable figure dans nombre de catalogues internationaux.